# Diaphorina pusilla
Diaphorina pusilla är en insektsart som beskrevs av Burckhardt 1984. Diaphorina pusilla ingår i släktet Diaphorina och familjen rundbladloppor. Inga underarter finns listade i Catalogue of Life.